# Kościół Apostołów Jana i Piotra w Sycowie
Kościół Apostołów Jana i Piotra w Sycowie – kościół ewangelicko-augsburski znajdująca się w mieście Syców przy placu Królowej Jadwigi. 

## Historia
Świątynia została wybudowana w końcu XVIII wieku, w stylu klasycystycznym. Budowę świątyni rozpoczęto w 1785 roku ze środków księcia Petera Birona von Curland. Sam projekt został wykonany przez architekta i budowniczego Carla Gottharda Langhansa - projektanta m.in. Bramy Brandenburskiej w Berlinie, natomiast budowniczym został Martin Geyer. W listopadzie 1789 roku uroczyście otwarto świątynię. W tym roku również umieszczono w wieży cztery dzwony, z których największy ważył 1000 kg, drugi 500 kg, trzeci 150 kg, najmniejszy ok. 10 kg. Pięć lat później, w 1794 roku w wieży kościoła umieszczono zegar wykonany przez oleśnickiego zegarmistrza Johanna Kulbe. Podczas I wojny światowej skonfiskowano na przetopienie dwa dzwony (do czego nie doszło i dzwony wróciły do Sycowa). 
Niegdyś kościół był połączony z sycowskim zamkiem, teraz stoi w otoczeniu książęcego parku, który także był częścią ówczesnego zagospodarowania terenu. Świątynia do 1945 była prywatną kaplicą rodu Biron von Curland - tutejszych ostatnich posiadaczy ziemskich. W 2002 świątynia została gruntownie odrestaurowana dzięki środkom z Fundacji Polsko-Niemieckiej oraz prywatnym ofiarodawcom. Akustyka wnętrza sprawia, że oprócz funkcji kultowej, służy on także kulturze poprzez organizowane w niej koncerty. W 2012 r. dzięki pastorowi Rafałowi Millerowi naprawiono zegar. 

## Architektura

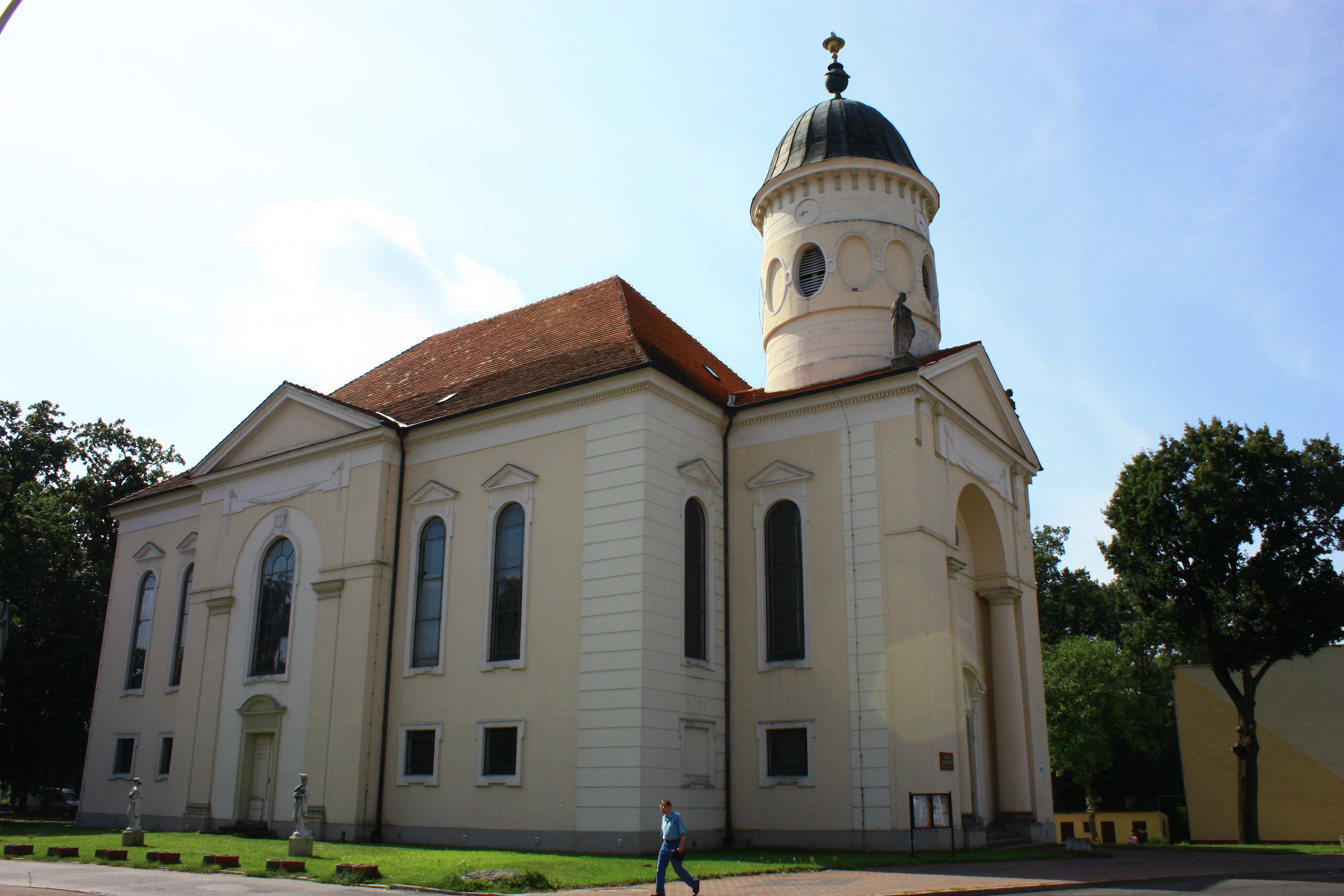
Widok kościoła

Budynek powstał na rzucie prostokąta (32×22 m); Okrągła dzwonnica na północno-zachodniej fasadzie stoi na podstawie o wymiarach 7 × 12,5 m z potężną łukową arkadą wspartą na dwóch kolumnach, podobnie jak inne budynki kościelne Langhansa. Wieża ma dach w kształcie kopuły z kulą i kielichem na szczycie. 
Organy pochodzą z kaplicy zamkowej. Zastąpiono je w 1854 roku nowymi organami, wykonanymi przez mistrza organmistrza Moritza Müllera z Wrocławia.
W 1901 roku proste szklane okna zastąpiono kolorowymi oknami ze szkła ołowiowego.